# Haliplus fluviatilis
Haliplus fluviatilis är en skalbaggsart som beskrevs av Aubé 1836. Haliplus fluviatilis ingår i släktet Haliplus, och familjen vattentrampare. Enligt den finländska rödlistan är arten nära hotad i Finland. Arten är reproducerande i Sverige. Artens livsmiljö är näringsrika sjöar.

## Bildgalleri

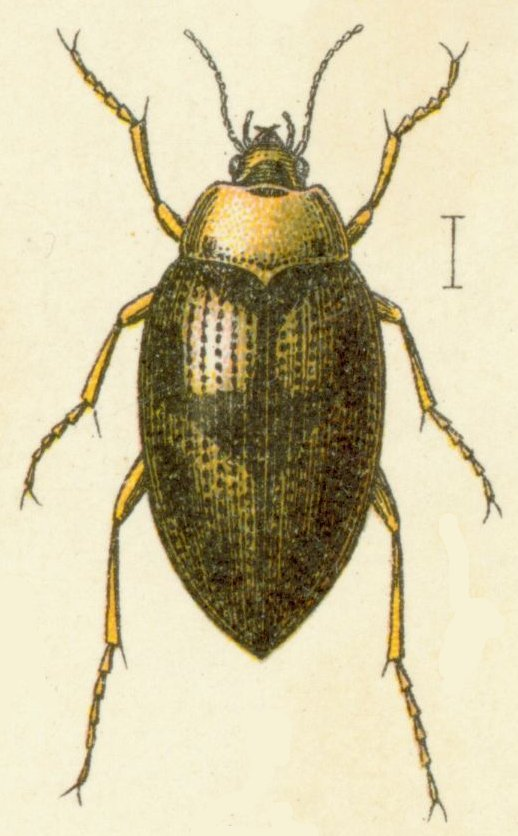